# پونگسان
پونگسان (به انگلیسی: Pungsan dog)، نام یکی از نژادهای سگ است که خاستگاه آن به کره بازمی‌گردد.